# Ни звука
Ни звука (енгл. The Silence) је хорор филм из 2019. године. Режију потписује Џон Р. Леонети, а сценарио Кери ван Дајк и Шејн ван Дајк. Темељи се на истоименом роману Тима Лебона из 2015. године. Главне улоге тумаче Стенли Тучи и Кирнан Шипка, а приказује свет под нападом створења која лове људе искључиво помоћу чула звука.
Објављен је 10. априла 2019. године преко платформе Netflix. Такође је приказиван у биоскопима у седам држава током 2019. године, зарадивши 2,3 милиона долара.

## Радња
Прича о породици која се бори да преживи у свету који је терорисан од стране смртоносних, исконских врста, које су се деценијама множиле у мрачним огромним подземним пећинским системима, и ловиле само уз помоћ свога слуха. Док породица тражи спас у удаљеном уточишту, где могу да дочекају инвазију, почињу да се питају какав ће свет остати иза њих.

## Улоге
| Глумац                 | Улога       |
| ---------------------- | ----------- |
| Стенли Тучи            | Хју Ендруз  |
| Кирнан Шипка           | Али Ендруз  |
| Миранда Ото            | Кели Ендруз |
| Кејт Тротер            | Лин         |
| Џон Корбет             | Глен        |
| Кајл Харисон Брајткопф | Џуд Ендруз  |
| Демпси Брик            | Роб         |
| Били Маклелан          | велечасни   |